# Diktel
Diktel (Nepalees: दिक्तेल) is een dorpscommissie (Engels: village development committee, afgekort VDC; Nepalees: panchayat) in het oosten van Nepal, en tevens de hoofdplaats van het district Khotang. De dorpscommissie telde bij de volkstelling in 2001 8406 inwoners, in 2011 8867 inwoners.